# Eduard Carel Witschey

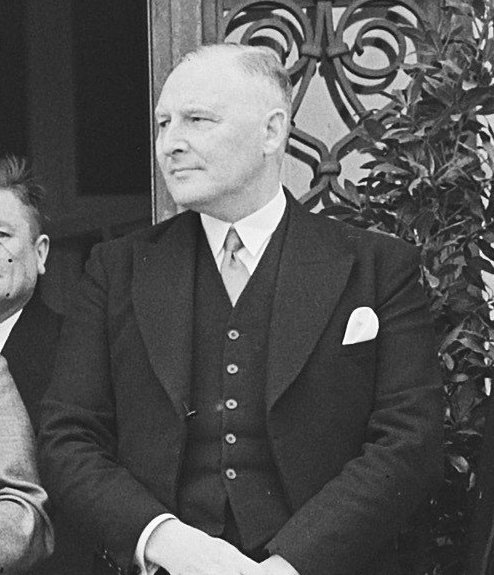
Burgemeester E.C. Witschey (1950)

Eduard Carel Witschey (Den Haag, 4 augustus 1891 - Bussum, 12 oktober 1959) was een  Nederlandse burgemeester voor de Christelijk-Historische Unie.
Witschey volgde een opleiding voor het onderwijs, maar was vanaf 1908 rijksambtenaar. Hij werkte sinds 1919 bij de Dienst der Zuiderzeewerken van Rijkswaterstaat en was vanaf 1927 directiesecretaris. In die periode schreef hij twee schoolboeken: Neerlands nieuwe gewest: leer-leesboek voor de hoogste klasse der lagere school (samen met Gilles van Hees, 1931) en De Zuiderzeewerken in woord en beeld (1932). Ook was hij secretaris van diverse staatscommissies, vooral op het gebied van verkeer en waterstaat.
In 1937 werd hij burgemeester van Hellendoorn. In 1943 werd hij door de Duitse bezetters ontslagen en werd de gemeentesecretaris H.C. Peeze Binkhorst tot burgemeester benoemd. Deze overleed in 1944. Na de bevrijding keerde Witschey terug als burgemeester. Van 1950 tot 1956 was hij burgemeester van Alphen aan den Rijn.